# Caudata
Urodela · Urodèles
Pour les articles homonymes, voir Caudata (homonymie).
Ordre
Synonymes
- Urodela Latreille, 1825 (groupe-couronne)

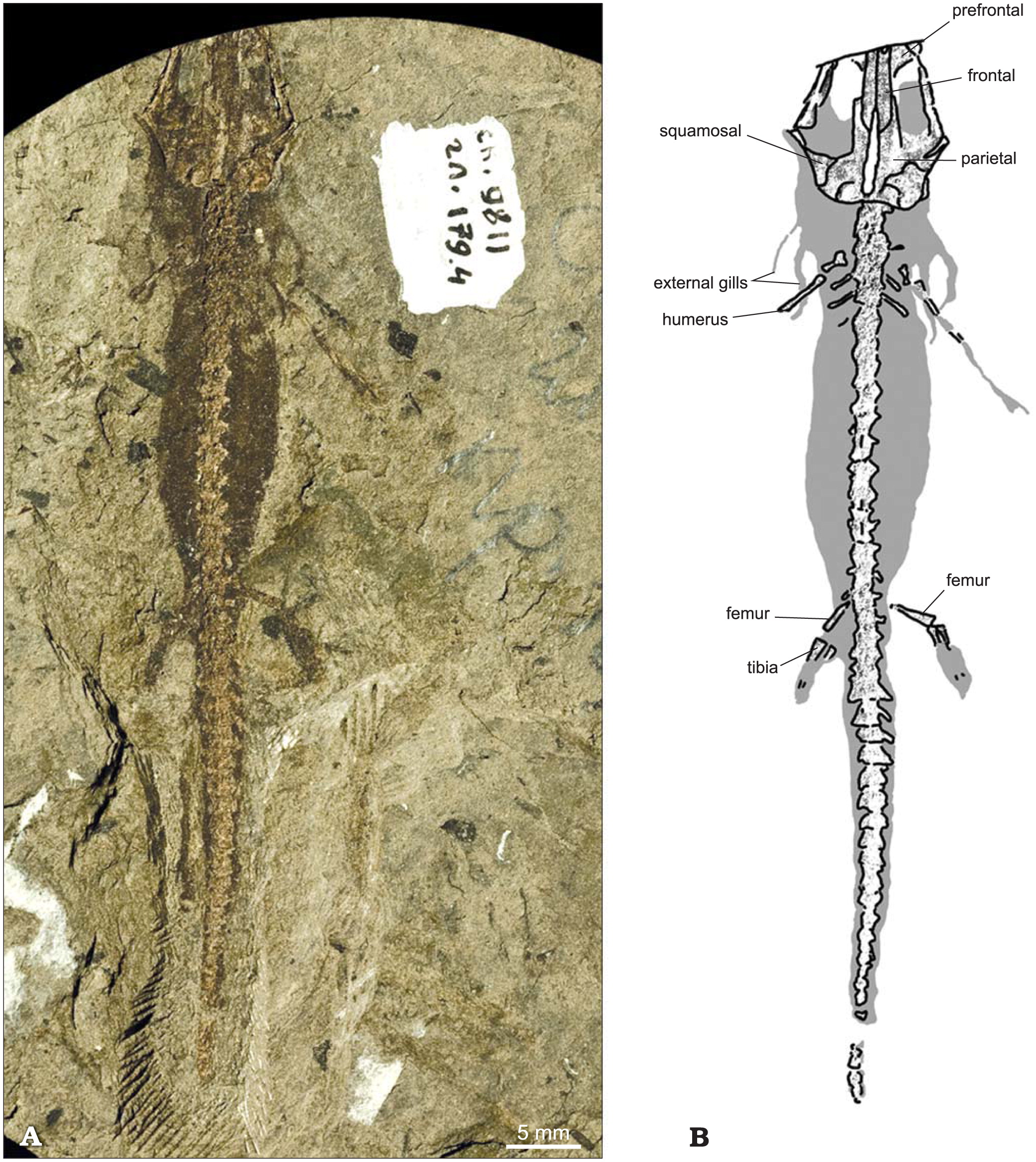
Seminobatrachus boltischki

Les Urodèles (Caudata ou Urodela) forment un ordre d'amphibiens qui gardent une queue à l'état adulte, à la différence des anoures (comme les grenouilles et les crapauds) et des gymnophiones.
Il regroupe les salamandres, les tritons et d'autres espèces apparentées. Les urodèles possèdent des caractères d'amphibiens primitifs, vivant dans les milieux humides et frais sous les pierres ou les souches. À terre, ils ne se déplacent pas par bonds comme les anoures, mais le plus souvent en marchant, parfois en courant. Les espèces aquatiques peuvent se déplacer au fond de l'eau en marchant, et sont d'assez bons nageurs, utilisant leur queue bien développée pour la propulsion.
Certaines espèces, dont quelques Salamandridae, sont vivipares, donnant naissance à des adultes miniatures complètement formés et non des œufs. Dans ce cas, le développement larvaire se déroule à l'intérieur de la mère. Le nombre d'individus ainsi produits est donc très limité, comparé aux espèces pouvant pondre des centaines d'œufs.

## Origine du nom
André Marie Constant Duméril (1774-1860) crée le terme français « urodèles » en 1806. Pierre-André Latreille (1762-1833) le traduit en latin en « Urodela » en 1825.
Le nom « urodèle » vient du grec οὐρά / ourá, « queue », et δῆλος / dễlos, « visible », soit « à queue visible » car, chez ces animaux, la queue persiste après la métamorphose, contrairement, par exemple, aux anoures.

## Classification
Liste des familles actuelles selon Amphibian Species of the World (10 octobre 2013) :
- Ambystomatidae Gray, 1850
- Amphiumidae Gray, 1825
- Cryptobranchidae Fitzinger, 1826
- Hynobiidae Cope, 1859
- Plethodontidae Gray, 1850
- Proteidae Gray, 1825
- Rhyacotritonidae Tihen, 1958
- Salamandridae Goldfuss, 1820
- Sirenidae Gray, 1825

et les familles fossiles :
- †Batrachosauroididae Auffenberg, 1958
- †Karauridae Ivachnenko, 1978
- †Scapherpetontidae Auffenberg & Goin, 1959

## Place au sein des amphibiens modernes
Phylogénie des ordres d'amphibiens modernes d'après Marjanovic & Laurin (2007) :
|           | † Allocaudata |
|           | |
| Batrachia | \| Caudata \| Urodela (salamandres...) \| \| \| Urodela (salamandres...) \| \| Salientia \| Anura (grenouilles et crapauds) \| \| \| Anura (grenouilles et crapauds) \| |
|           | \| Caudata \| Urodela (salamandres...) \| \| \| Urodela (salamandres...) \| \| Salientia \| Anura (grenouilles et crapauds) \| \| \| Anura (grenouilles et crapauds) \| |
| Caudata   | Urodela (salamandres...) |
|           | Urodela (salamandres...) |
| Salientia | Anura (grenouilles et crapauds) |
|           | Anura (grenouilles et crapauds) |

| Caudata   | Urodela (salamandres...)        |
|           | Urodela (salamandres...)        |
| Salientia | Anura (grenouilles et crapauds) |
|           | Anura (grenouilles et crapauds) |

|           | † Allocaudata |
|           | |
| Batrachia | \| Caudata \| Urodela (salamandres...) \| \| \| Urodela (salamandres...) \| \| Salientia \| Anura (grenouilles et crapauds) \| \| \| Anura (grenouilles et crapauds) \| |
|           | \| Caudata \| Urodela (salamandres...) \| \| \| Urodela (salamandres...) \| \| Salientia \| Anura (grenouilles et crapauds) \| \| \| Anura (grenouilles et crapauds) \| |
| Caudata   | Urodela (salamandres...) |
|           | Urodela (salamandres...) |
| Salientia | Anura (grenouilles et crapauds) |
|           | Anura (grenouilles et crapauds) |

| Caudata   | Urodela (salamandres...)        |
|           | Urodela (salamandres...)        |
| Salientia | Anura (grenouilles et crapauds) |
|           | Anura (grenouilles et crapauds) |

## Quelques exemples d'urodèles
- Famille des Cryptobranchidés :

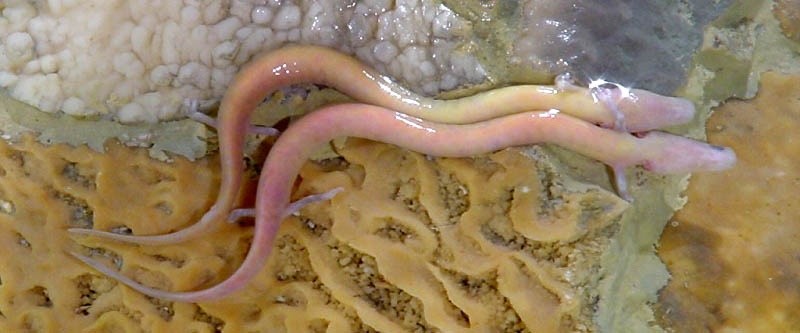
Protée anguillard (Proteus anguinus)

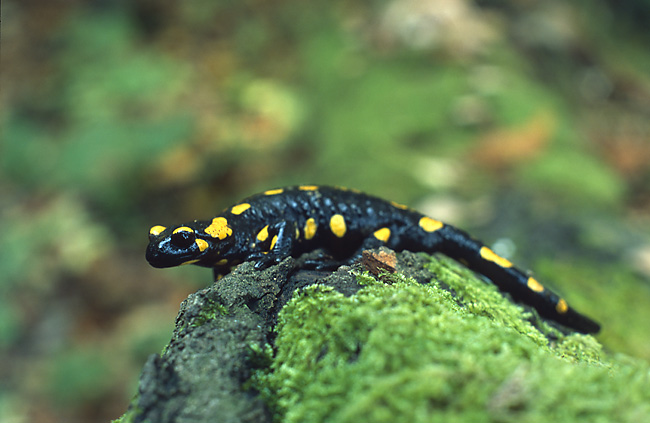
Salamandre tachetée ou terrestre (Salamandra salamandra)

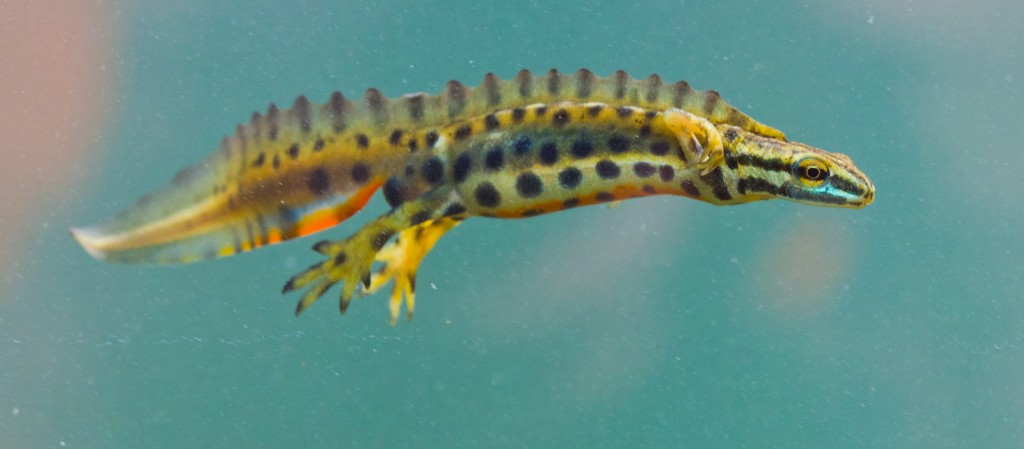
Triton ponctué (Lissotriton vulgaris)

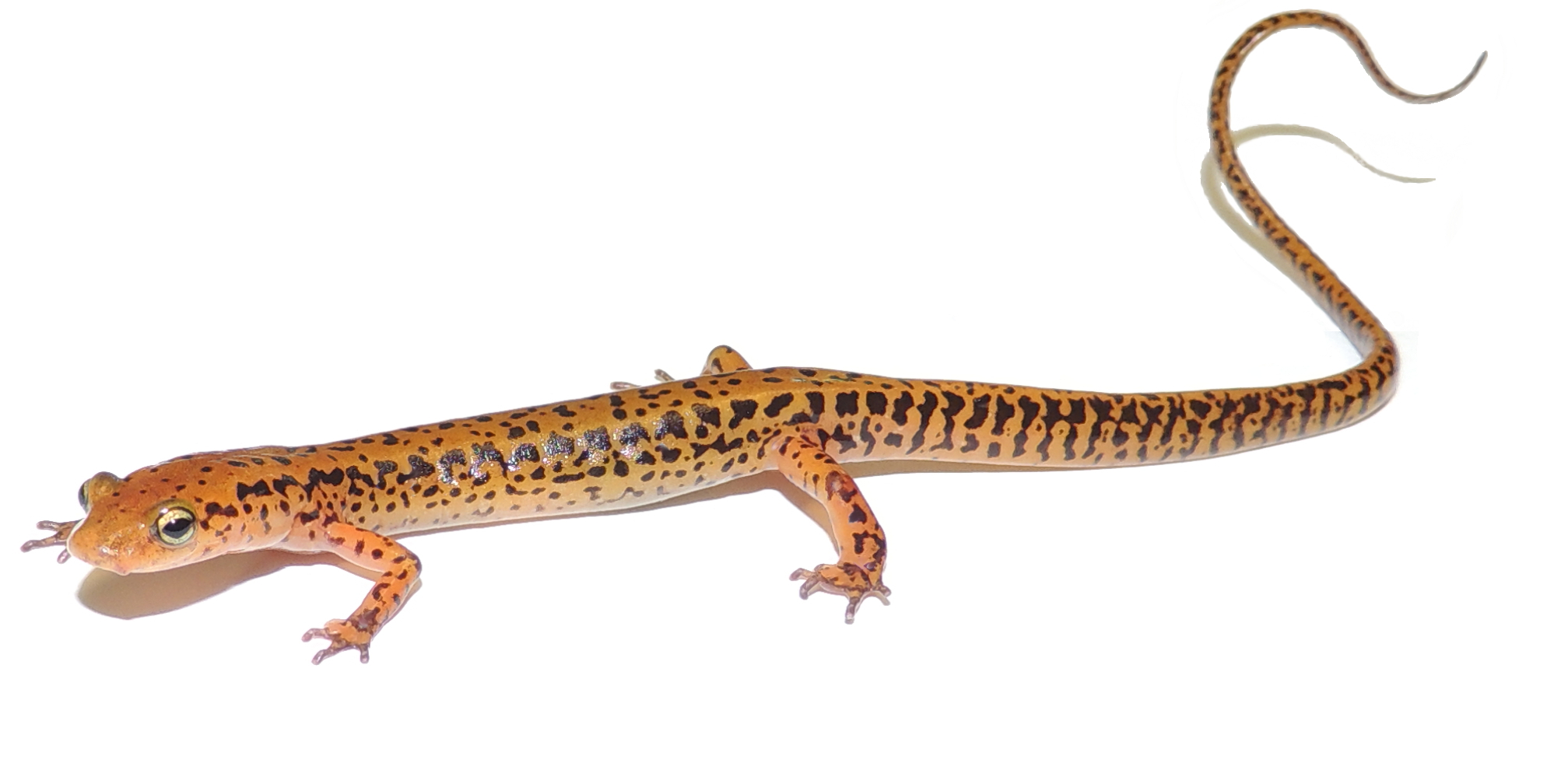
Salamandre à longue queue (Eurycea longicauda)

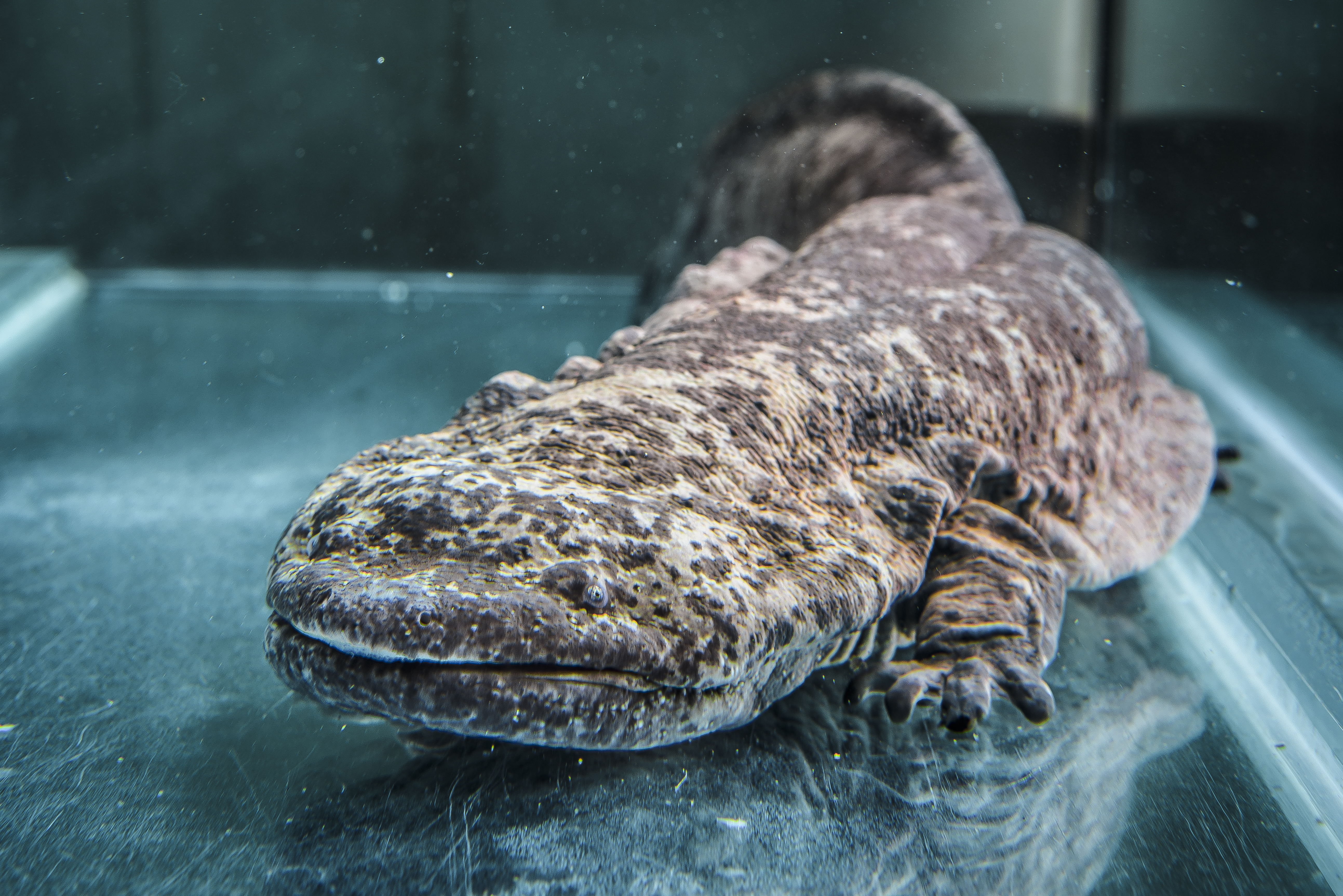
Salamandre géante de Chine (Andrias davidianus)

  - Ménopome ou salamandre-aligator (Cryptobranchus alleghaniensis) de l'est de l'Amérique du Nord,
  - Salamandre géante du Japon (Andrias japonicus),
  - Salamandre géante de Chine (Andrias davidianus).

- Famille des Hynobiidés :
  - Les espèces du genre Hynobius d'Asie tempérée,
  - Salamandrelle de Sibérie (Salamandrella keyserlingii) de la moitié nord-est de la Russie d'Europe jusqu'au Japon et au Kamtchatka, à travers toute la Sibérie, et au nord jusqu'à la toundra arctique.
  - Ranodon sibiricus, endémique des monts Jungar Alatau, entre Sibérie, Chine et Kazakhstan.

- Famille des Sirénidés :
  - Sirène lacertine (Siren lacertina) du sud-est des États-Unis,
  - Pseudobranche strié (Pseudobranchus srtiatus) du sud-est des États-Unis.

- Famille des Salamandridés :
  - Salamandre tachetée (Salamandra salamandra) d'Europe,
  - Chioglosse portugais (Chioglossa lusitanica) d'Espagne et du Portugal,
  - Lyciasalamandra helverseni, endémique de quelques îles grecques,
  - Triton crêté (Triturus cristatus) d'Europe,
  - Triton marbré (Triturus marmoratus) de France, Espagne et Portugal,
  - Triton alpestre (Ichthyosaura alpestris) d'Europe,
  - Triton ponctué (Lissotriton vulgaris) d'Europe,
  - Triton palmé (Lissotriton helveticus) d'Europe,
  - Calotriton des Pyrénées (Calotriton asper) endémique des Pyrénées,
  - Euprocte corse (Euproctus montanus) endémique de Corse,
  - Neurergus kaiseri endémique d'Iran
  - Triton à ventre de feu (Cynops pyrrhogaster) du Japon,
  - Pleurodèle de Waltl (Pleurodels Waltlii) d'Espagne, du Portugal et du Maroc,
  - Tylototriton verrucosus d'Asie,
  - Echinotriton andersoni endémique îles Ryūkyū (Japon),
  - Triton vert ou à points rouges (Notophthalmus viridescens) d'Amérique du Nord,
  - Triton de Californie (Taricha torosa) endémique de Californie (États-Unis),
  - Salamandrine à lunettes (Salamandrina perpiscillata) d'Italie.

- Famille des Ambystomatidés :
  - Salamandre tigrée (Ambystoma tigrinum) d'Amérique du Nord,
  - Salamandre maculée (Ambystoma maculatum) de l'est de l'Amérique du Nord,
  - Salamandre foncée (Ambystoma jeffersonianum) de l'est de l'Amérique du Nord,
  - Axolotl (Ambystoma mexicanum) du Mexique,
  - Grande salamandre du Nord (Dicamptodon tenebrosus) de l'ouest de l'Amérique du Nord.

- Famille des Protéidés :
  - Protée anguillard (Proteus anguinus) des Balkans (Europe).
  - Necture tacheté (Necturus maculatus) d'Amérique du Nord.

- Famille des Plethodontidés :
  - Salamandre à longue queue (Eurycea longicauda) de l'est des États-Unis,
  - Eurycea rathbuni, endémique du Texas, l'une des espèces néoténiques cavernicoles de ce genre,
  - Salamandre rouge (Pseudotriton ruber) de l'est des États-Unis,
  - Salamandre à quatre doigts (Hemidactylium scutatum) de l'est des États-Unis et du Canada,
  - Plethodon albagula, de l'est des États-Unis,
  - Salamandre pourpre (Gyrinophilus porphyriticus) de l'est des États-Unis et du Canada,
  - Phaeognathus hubrichti endémique de l'Alabama (États-Unis),
  - Salamandre sombre du Nord (Desmognathus fuscus) de l'est des États-Unis et du Canada,
  - Desmognathus imitator de l'est des États-Unis,
  - Ensatina eschscholtzii de l'ouest de l'Amérique du Nord,
  - Oedipina tomasi du Honduras,
  - Nototriton lignicola du Honduras,
  - Spélerpès de Strinati (Speleomantes strinatii) d'Italie du Nord et du sud-est de la France.

- Famille des Amphiumidés :
  - Amphiume (Amphiuma means) du sud-est de l'Amérique du Nord.

## Aire de répartition
Les Urodèles actuels sont répartis essentiellement dans l'Holarctique : Dans les régions tempérées à subtropicales de l'hémisphère nord, particulièrement en Amérique du Nord, en Europe, dans le nord du Moyen-Orient et en Asie orientale. L'Amérique du Nord constitue sans conteste le centre de diversité actuel, en nombre de familles, de genres et d'espèces. Seule la famille des Plethodontidae s'est répandue jusqu'en Amérique du Sud depuis la connexion de l'isthme de Panama et n'occupe qu'une partie de ce continent. Les Urodèles sont absents d'Afrique à l’exception de quelques espèces présentes au Maghreb, absents de la majeure partie de l'Asie tropicale et entièrement absents de l'Océanie. 
Aux États-Unis, le parc national des Great Smoky Mountains abrite vingt-sept espèces différentes.

## Publication originale
- Fischer von Waldheim, 1813 : Zoognosia tabulis synopticis illustrata : in usum praelectionum Academiae imperialis medico-chirugicae mosquensis edita, vol. 1 (texte intégral).